# Ex genere Achillis
La locuzione latina Ex genere Achillis, tradotta letteralmente, significa della dinastia di Achille (Eutropio, Breviarium ab Urbe condita, II, 11).
Elogio che lo scrittore fa di Pirro, re dell'Epiro, che si diceva discendere dal famoso eroe della guerra troiana, rimasto come simbolo di forza, di valore e di lealtà.

Si cita alludendo a qualche nobile personaggio. 